# Tersakkan
Tersakkan est un cours d'eau du Kazakhstan, affluent de la rivière Ichim. Il traverse les plateaux de l'ouest de ce pays. Sa longueur est de 334 km et sa superficie de 19 500 km2. 
Il dispose d'un débit annuel moyen est d'environ 2,5 m3/s et d'un débit annuel maximal de 52,7 m3/s. La rivière gèle en Novembre et dégèle à la mi-Avril. Le débit de pointe est en Avril lors de la fonte des neiges.